# Flórián tér
A Flórián tér egy köztér Budapest III. kerületében.

## Története

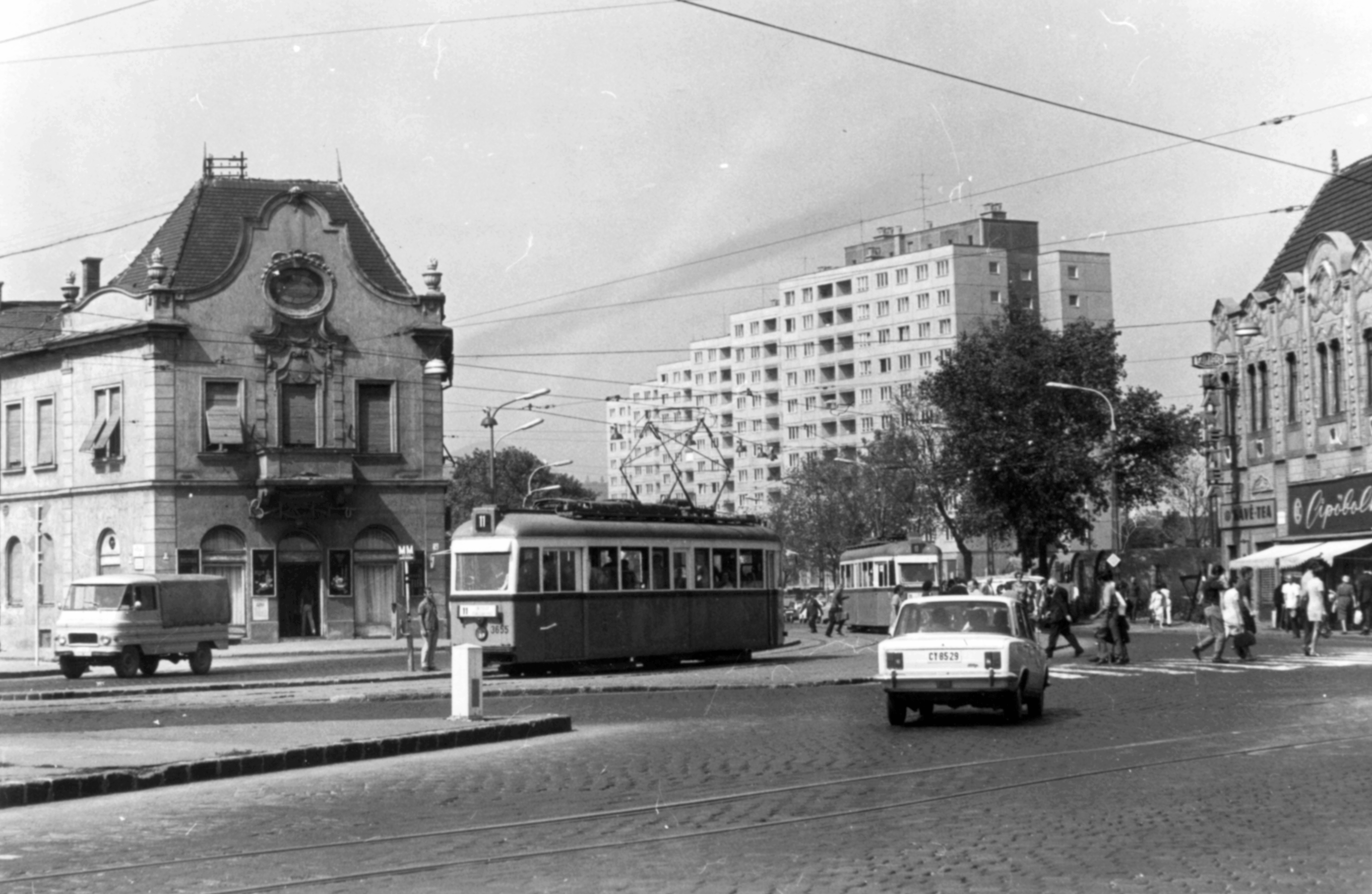
A korábbi szűkebb tér lebontott épületei 1972-ben: jobbra a Csemege-ház (eredetileg Körtvélyessy áruház), balra a Fűszer udvar (Gittinger fűszerkereskedés)

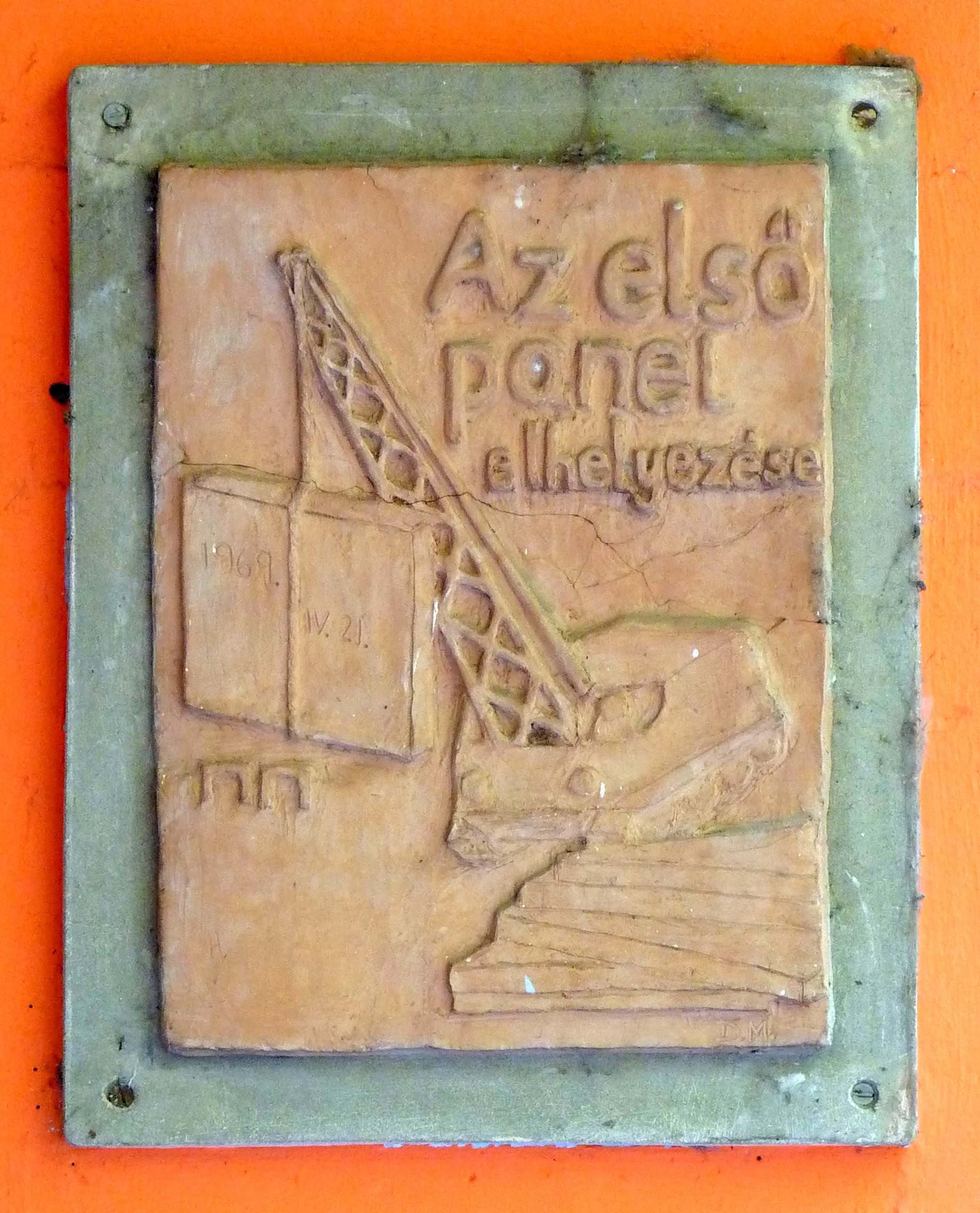
"Az első panel elhelyezése" - emléktábla a Flórián üzletközpont mögött, a Kórház utca 23 szám alatt

A tér a nevét Bebo Károly 1819 és 1952 között itt álló Szent Flórián szobráról (jelenleg a Kiscelli Múzeumban található) kapta a 19. század elején. 1875-ben a teret Flórián utcának nevezték át, majd 1910-től ismét tér lett.
1778-ban egy építkezési meszesgödör kiásásakor talált falak váltak Schönvisner István vezetésével egy akkoriban formálódó új tudomány, a régészet első ásatásává Magyarországon. 1930-ban Nagy Lajos folytatta a feltárásokat, majd a környékbeli építkezések folytán újabb és újabb részletek kerültek elő. Az itt talált maradványok az aquincumi katonai táborok közfürdőjének épületei voltak. 1985-ben az Árpád híd téren átívelő felüljárója alatti területen található római kori romokat Fürdőmúzeum néven újra látogathatóvá tették.
Az addig viszonylag csendes közterület forgalma az Árpád híd 1950-es átadásával növekedett meg. A téren kialakított körforgalomba akkoriban is Pest felől az Árpád híd, északról a Szentendrei út (11-es főút), déli irányból a Korvin Ottó utca (ma: Pacsirtamező utca) torkollott. A Vörösvári út a Bécsi úttal (10-es főút) köti össze a teret. A korábbi központnak számító Fő tér szerepét fokozatosan átvette. 1973-1978 között tartott a teret körülvevő, elhanyagolt – építészeti szempontból azonban értékes, szecessziós és eklektikus – épületek lebontása. Miután a kiüresedett téren 1981 januárjában megszűnt a 11-es és a 33-as villamos, a Vörösvári út, az Árpád híd budai lehajtója, a Pacsirtamező utca és a Szentendrei út által keresztezett, a korábbi körforgalom helyén többszintesre kialakított csomópontban 1984-ben indult el a ma is közlekedő 1-es villamos. A két felüljáró 1982-1984 között épült. Elsőként a déli készült el 1983-ban.

## Nevezetesebb épületek
Óbuda központjában 1969-1984 között tartott a panelházas lakótelep felépítése, amely szinte teljesen megváltoztatta a térség addigi, jellemzően kisvárosias arculatát. (Összesen 13 ezer lakás készült el. Az első szalagházat a Kórház utca és a Szentendrei út sarkán 1969-ben kezdték el összeállítani.) A tér legismertebb épülete az 1973-1976 között felépült Flórián üzletközpont. (Az üzletközpont mögött a Kórház utcai piac 1982-1997 között épült.) A forgalmas közterület helyén a Római Birodalom idején az Aquincumi római tábor bejárata volt.
A tér környékén számos látnivaló helyezkedik el:
- Az 1950-ben átadott és 1984-re kiszélesített Árpád híd felüljárói alatt, a gyalogos aluljáróban őrzi a római kori emlékeket a Fürdőmúzeum.
- Flórián (Felszabadulás) mozi (1913–2000), Flórián tér 3
- A tér nyugati szélén a Szőlő utca vonalában 1970-ben épült fel a főváros legnagyobb lakóépülete, emiatt a helyiek Faluházként emlegetik. A felújítása 2009-ben történt meg. A 315 méter hosszú, 15 lépcsőházas panelház 886 lakásában megközelítőleg 3 ezren élnek.[10][11]
- Budapesti Rádiótechnikai Gyár (BRG), előtte a Dohánygyár épülete a tér északkeleti sarkán (ma irodaházként funkcionál)[12]

A tér szélesítése előtt lebontott Szent Flórián-szoborcsoportot és a restaurált Fogadalmi oltárt 2012-ben újra felállították.

## Megközelítés budapesti tömegközlekedéssel
- Busz:  9, 29, 34, 106, 111, 118, 134, 137, 218, 226, 237
- Villamos:  1, 1A
- Éjszakai autóbuszjárat:  901, 918, 923, 934